# Quarantine 2: Terminal
Quarantine 2: Terminal (bra Quarentena 2: Terminal ou apenas Quarentena 2) é um filme estadunidense de 2011, dos gêneros terror e ficção científica, escrito e dirigido por John Pogue.
É a continuação de Quarentena (2008). 

## Sinopse
Tomado por um terrível vírus, um avião é colocado em quarentena ao fazer um pouso de emergência, e os sobreviventes tentam se unir para aguentar esse período de observação e esperar uma cura que talvez não chegue.

## Elenco
- Mercedes Masöhn … Jenny
- Josh Cooke … Henry
- Mattie Liptak … George
- Ignacio Serricchio … Ed
- Noree Victoria … Shilah
- Bre Blair … Paula
- Lamar Stewart … Preston
- George Back … Ralph
- Phillip DeVona … Nial
- Julie Gribble … Susan
- Erin Smith … Nicca
- George Back … Ralph
- Lynn Cole … Bev
- Tom Thon … Doc
- Sandra Ellis Lafferty … Louise